# بلو سیستمز
بلو سیستمز شرکت فناوری اطلاعات آلمانی است. این شرکت از پشتیبانان مهم پروژه کی‌دی‌ای و لینوکس کوبونتو است به طوری که چندین توسعه‌دهنده کی‌دی‌ای برای این شرکت کار می‌کنند.
بلو سیستمز از فوریه ۲۰۱۲ و از زمانی که شرکت کنونیکال پشتیبانی از کوبونتو را قطع کرد، شروع به همکاری و پشتیبانی از این پروژه نمود.

## پیوند
- وبگاه رسمی